# Chorąży sztabowy marynarki
Chorąży sztabowy marynarki (chor. szt. mar.) - wojskowy stopień podoficerski w polskiej Marynarce Wojennej, odpowiadający chorążego sztabowego.  w Wojskach Lądowych i Siłach Powietrznych.

## Geneza
Termin „chorąży” został zapożyczony przez floty wojenne z wojsk lądowych. Początkowo, podobnie jak i inne stopnie wojskowe chorąży był tytułem i dotyczył funkcji sprawowanych na okręcie. W hierarchii został umiejscowiony pomiędzy bosmanem, a porucznikiem. Chorążowie sprawowali funkcje nawigatorów, artylerzystów, kapelanów, cyrulików, płatników oraz zajmowali inne pomocnicze stanowiska na okrętach. W XVII wieku tytuł chorążego przekształcił się w stopień wojskowy.

## Użycie
W Polsce stopień chorążego sztabowego marynarki powstał w 1967, w związku z rozbudowaniem korpusu chorążych. W momencie utworzenia umiejscowiony był między starszym chorążym marynarki, a starszym chorążym sztabowym marynarki. W latach 1997–2004 poniżej chorążego sztabowego marynarki istniał jeszcze stopień młodszego chorążego sztabowego marynarki. W 2004 zlikwidowano korpus chorążych, a jego stopnie przeniesiono do korpusu podoficerów. Od momentu powstania chorąży sztabowy marynarki jest odpowiednikiem chorążego sztabowego. 
Stopień wojskowy chorążego sztabowego marynarki jest tymczasowo utrzymany, z przeznaczeniem do likwidacji. W związku z tym nie jest zaszeregowany dla którejkolwiek grupy uposażenia, ani nie jest określony w kodzie NATO.